# Силівка (річка)
Силівка — річка в Україні, в межах Березівського району Одеської області. Ліва притока Великого Куяльника (басейн Чорного моря). 

## Опис
Довжина річки 24 км. Долина в середній та нижній течії глибока, порізана ярами і балками. Річище помірно звивисте, в пониззі більш звивисте; влітку пересихає. 

## Розташування
Силівка бере початок біля села Жуковське. Тече переважно на південь. Впадає у Великий Куяльник на захід від північної частини села Конопляного. 